# Rooms-katholieke begraafplaats Dongen
De Rooms-katholieke begraafplaats Dongen is een gemeentelijke begraafplaats aan de Bolkensteeg in de Nederlandse gemeente Dongen (provincie Noord-Brabant). De begraafplaats is ook bekend als Laurentius Dongen. Ze heeft een onregelmatig grondplan met een oppervlakte van 4.600 m² en wordt omgeven door een haag. De toegang bestaat uit een dubbel traliehek uit smeedwerk afgewerkt met spiraalvormige versieringen. Links van het centrale pad staat een bakstenen lijkenhuisje onder een zadeldak.

## Britse oorlogsgraven
Op de begraafplaats ligt een perk met 9 gesneuvelden uit de Tweede Wereldoorlog. Het zijn 8 Britten van de Royal Air Force Volunteer Reserve en 1 Pool van het Polish Army. Zeven Britten waren bemanningsleden van een Halifax bommenwerper dat op weg naar Duitsland op 25 mei 1944 werd neergeschoten. De achtste Brit die hier begraven ligt werd samen met de zes andere bemanningsleden van een Avro Lancaster bommenwerper op 21 juli 1944 neergeschoten. Hij werd in Dongen begraven, maar de andere manschappen werden elders begraven.
De graven staan bij de Commonwealth War Graves Commission geregistreerd onder Dongen Roman Catholic Cemetery